# Pieza flavitibia
Pieza flavitibia är en tvåvingeart som beskrevs av Neal L. Evenhuis 2002. Pieza flavitibia ingår i släktet Pieza och familjen svävflugor.
Artens utbredningsområde är Venezuela. Inga underarter finns listade i Catalogue of Life.